# Эвенкийская литература
Эвенки́йская литерату́ра — литература эвенков.
Первые печатные произведения (книги религиозного содержания (недоступная ссылка) и буквари (недоступная ссылка)) на эвенкийском языке были изданы в конце XIX века. Книги были написаны на русском алфавите. Широким спросом такая литература не пользовалась.
В большинстве своём эвенкийская литература представлена фольклорным творчеством: сборниками сказок, пословиц и поговорок в различных изданиях. В 1929-м году был составлен первый эвенкийский букварь (использовался латинизированный алфавит) Әwәnkil dukuwuntin. Затем, в 1939-м году, алфавит был заменен на кириллический. В Китае и Монголии для записи эвенкийского языка используется древнемонгольская письменность.
Эвенкийские сказки печатались как на русском, так и на эвенкийском языках.
Основной составляющей эвенкийских сказок являются предания и легенды эвенкийских родов, несущие религиозное представление о мире, где люди, животные и силы природы могут разговаривать друг с другом. В основном несут повествовательно-познавательный характер, объясняющие то или иное явление (как создавался мир, откуда у бурундука полосы, почему животные не говорят по-человечьи).

## Авторская литература
Первым писателем среди эвенков признаётся Гамалиил Гантимуров (1850—1921), хотя он создавал свои произведения на русском языке, и его этническое происхождение из эвенков спорно. Во второй половине XX века начинает развиваться авторская художественная литература эвенкийских писателей на родном языке.

### Видные представители
- Алитет Немтушкин — один из столпов эвенкийской литературы.
- Галина Кэптукэ
- Алексей Салаткин
- Никита Сахаров
- Николай Калитин
- Анна Мыреева

## В смежных видах искусства
По мотивам эвенкийских сказок были сняты мультфильмы Таёжная Сказка (Союзмультфильм 1951) и Росомаха и Лисица (Свердловская киностудия 1982).